# Elisabeta Lazăr
Elisabeta Lazăr, född den 22 augusti 1950 i Arad i Rumänien, är en rumänsk roddare.
Hon tog OS-brons i scullerfyra i samband med de olympiska roddtävlingarna 1976 i Montréal.